# Ierguioliokh
Ierguioliokh (en rus: Ергёлёх) és un poble de la república de Sakhà, a Rússia, que el 2018 tenia 284 habitants, pertany al districte de Namtsi.